# کن پسر گرگ‌نما
کن پسر گرگ‌نما (به انگلیسی: Wolf Boy Ken) اولین مجموعه انیمیشنی‌ست که توسط توئی انیمیشن تولید شد. این مجموعه بخاطر داشتن فریم ریت‌های بیشتر در هر ثانیه نسبت به سایر انیمه‌ها در آن زمان مشهور است.